# Tunisair Express
Tunisair Express (لخطوط التونسية السريعة) – tunezyjska linia lotnicza z siedzibą w Tunisie. 
Przewoźnik realizuje połączenia na trasach krajowych i regionalnych. Prowadzi także działalność czarterową. Tunisair Express należy do grupy Tunisair. 

## Historia
Linia została założona w 1991 pod nazwą Tuninter, od 2007 do 2011 działała pod nazwą SevenAir. Od lipca 2007 przewoźnik używał nazwy SevenAir, a od 14 stycznia 2011 używana jest nazwa Tunisair Express. 

## Flota
Według stanu na lipiec 2025 flota Tunisair składała się z 2 samolotów o średnim wieku 5,6 lat:
| Samolot | Samolot | Samolot   | Liczba miejsc | Liczba miejsc | Uwagi |
| Model   | Aktywne | Zamówione | E             | Łącznie       | Uwagi |
| ------- | ------- | --------- | ------------- | ------------- | ----- |
| ATR 72  | 2       | –         | 72            | 72            |       |
| Łącznie | 2       | 0         |               |               |       |